# August Macke
August Macke (n. 3 ianuarie 1887, Meschede/Westfalia - d. 26 septembrie 1914, Perthes-lès-Hurlus / Champagne) a fost un pictor german, unul din cei mai cunoscuți reprezentanți ai expresionismului.

## Viața și opera

### Biografie
August Macke s-a născut la 3 ianuarie 1887 la Meschede în provincia Westfalia in Germania. Curând după nașere, familia se mută la Köln, apoi - în anul 1900 - la Bonn, unde August frecventează gimnaziul real din localitate. Încă din această perioadă, August Macke arată o deosebită înclinație pentru desen și pictură, precum și un deosebit interes pentru artă. Împotriva voinței părinților, părăsește școala și se înscrie la Academia de Arte (Kunstakademie) din Düsseldorf. În același timp, frecventează și Școala de Arte Aplicate (Kunstgewerbeschule) din aceeași localitate, unde urmărește cu pasiune cursurile lui Fritz Helmut Ehmke (1878-1965).

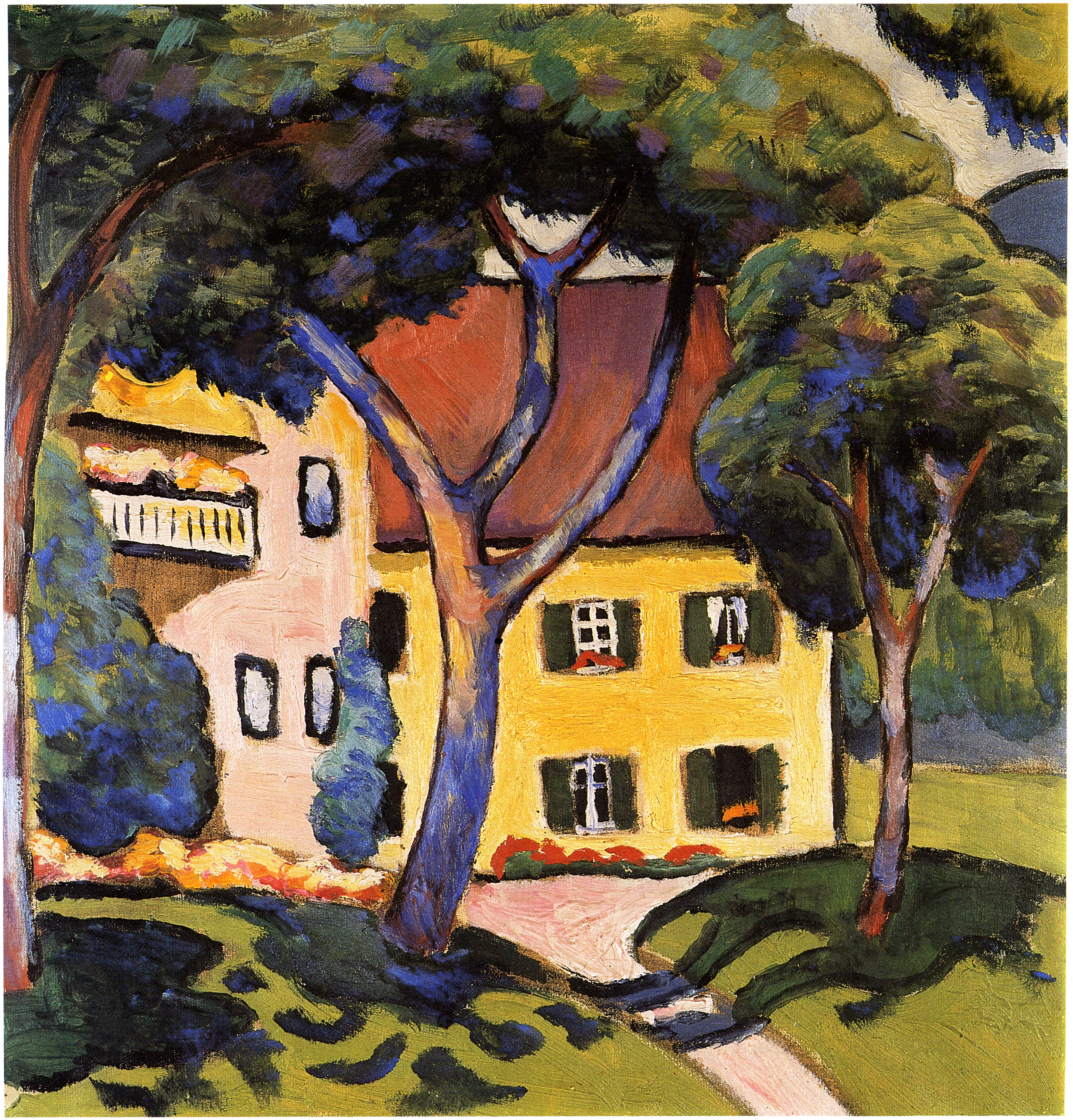
Staudacherhaus în Tegernsee, (1910)

Prin intermediul prietenului său, Wilhelm Schmidtbonn, intră în 1906 în contact cu Louise Dumont și Gustav Lindemann, de la teatrul din Düsseldorf. Macke, mare admirator al teatrului, execută câteva proiecte de decoruri și costume pentru o serie de reprezentații. Împreună cu Walter Gerhardt și sora acestuia Elisabeth, care îi va deveni soție patru ani mai târziu, pleacă în Italia, după care vizitează Olanda și Belgia.
Macke se hotărăște să renunțe la studiile academice și pornește într-o altă călătorie, petrecându-și vara anului 1907 la Paris. Aici studiază operele pictorilor impresioniști, în special Manet, Toulouse-Lautrec și Degas. În toamnă, pleacă la Berlin, unde lucrează timp de șase luni în atelierul lui Lovis Corinth. Se întoarce la Bonn, de unde va pleca în Italia și din nou la Paris, însoțit de Elisabeth Gerhardt și Bernhard Koehler. 
Începând din octombrie 1908 își îndeplinește timp de un an serviciul militar, fapt care îi întrerupe activitatea artistică. În 1909, August Macke se căsătorește cu Elisabeth Gerhardt și pleacă împreună la Paris, unde - de data aceasta - este atras mai ales de operele fauviștilor. După ce se întoarce în Germania, locuiește timp de un an împreună cu Elisabeth la Tegernsee, în Oberbayern.
La începutul anului 1910, cu ocazia unei expoziții, Macke se întâlnește cu Franz Marc, cu care va lega o trainică prietenie. În anul următor (1911), participă la întemeierea grupului artistic Der Blaue Reiter ("Călărețul albastru"), împreună cu Vasili Kandinski, Alfred Kubin și Franz Marc. În cadrul primei expoziții organizate de acest grup în 1911 la München, Macke expune trei tablouri.

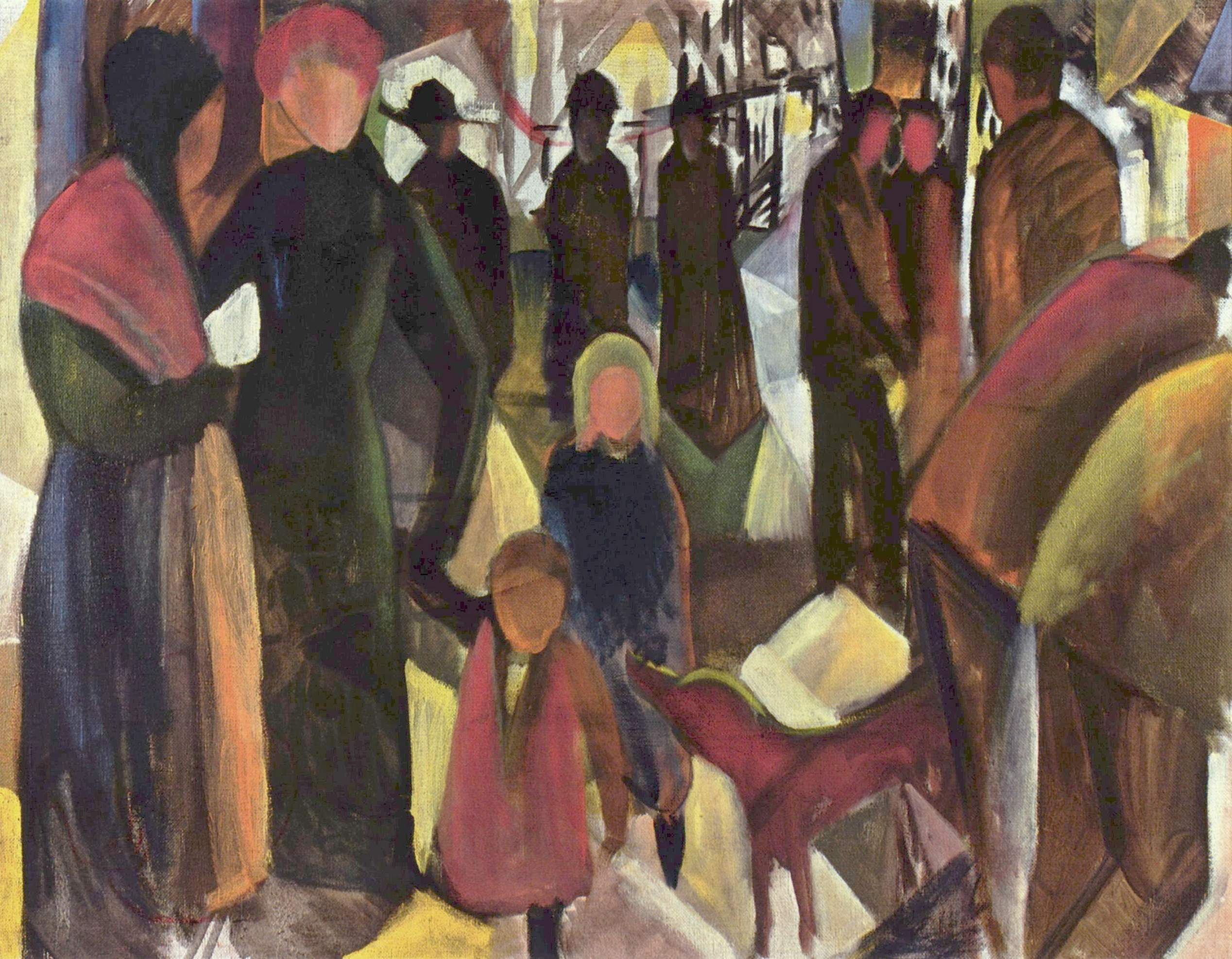
Despărţirea – Der Abschied, (1914)

În luna februarie 1911, Macke se reîntoarce la Bonn. În locuința sa din Bornheimer Straße - devenită Casa-Muzeu "August Macke" - a realizat cea mai mare parte a operelor sale. În a doua expoziție a grupului "Der blaue Reiter", organizată în anul 1912, Macke expune mai multe tablouri. Prietenia cu pictorul francez Robert Delaunay îi dă prilejul să facă unele experimente în pictura abstractă ("Cerc din culori", 1912). Rămâne totuși fidel artei figurative, motivele sale fiind mai ales peisajele și figurile omenești în cadrul naturii. 
În anul 1913, părăsește Germania și se stabilește în Elveția. În timpul unei călătorii de trei săptămâni în Tunisia în anul 1914, împreună cu Paul Klee și Louis Moillet, cu care ocazie realizează numeroase acquarele cu motive locale. Vizitează ținuturile din zona "Pădurea Neagră" (Schwarzwald) din sudul Germaniei și pictează neobosit după natură. Ultimul său tablou "Despărțirea" (Der Abschied), în care predomină culorile sumbre, pare să-i prevestească sfârșitul.
Mobilizat in luna august 1914, câteva zile după izbucnirea primului război mondial, moare pe front în ziua de 26 septembrie în lupta de la Perthes-lès-Hurlus pe teritoriul Franței.

### Opera
În scurta sa carieră, August Macke s-a arătat deschis diverselor curente artistice ale timpului și a experimentat în tablourile sale cu noile tendințe stilistice. Numărul mare de portrete din prima perioadă a creației sale corespunde dorinței sale de a exprima prin pictură structura personalității modelelor sale. Unele din aceste tablouri dezvăluie influența exercitată asupra stilului său de către Arnold Böcklin, a cărui creație simbolistă încearcă să exprime cu mijloacele picturii idei, stări de spirit și dispoziții afective ale personajelor reprezentate.
În 1907, în timpul vizitei la Paris, are primul contact direct cu arta impresioniștilor francezi, fapt care a dat un impuls creației sale. Începe să acorde mai puțină atenție tematicei și insistă asupra efectului luminii și culorilor asupra privitorului. Ulterior, își schimbă din nou maniera, de dara aceasta sub influența fauvismului, dar și a expresioniștilor germani grupați în "Neue Künstlervereinigung" ("Noua Uniune a Artiștilor") din München, ca Franz Marc și Gabriele Münter. Tablourile din această perioadă (1910-1912) au o cromatică luminoasă și forme simplificate, conturate adesea de o linie mai întunecată. Adâncimea spațiului cedează locul suprafețelor în diverse planuri și se recunoaște un interes crescând pentru decoruri ornamentale.

## Galerie

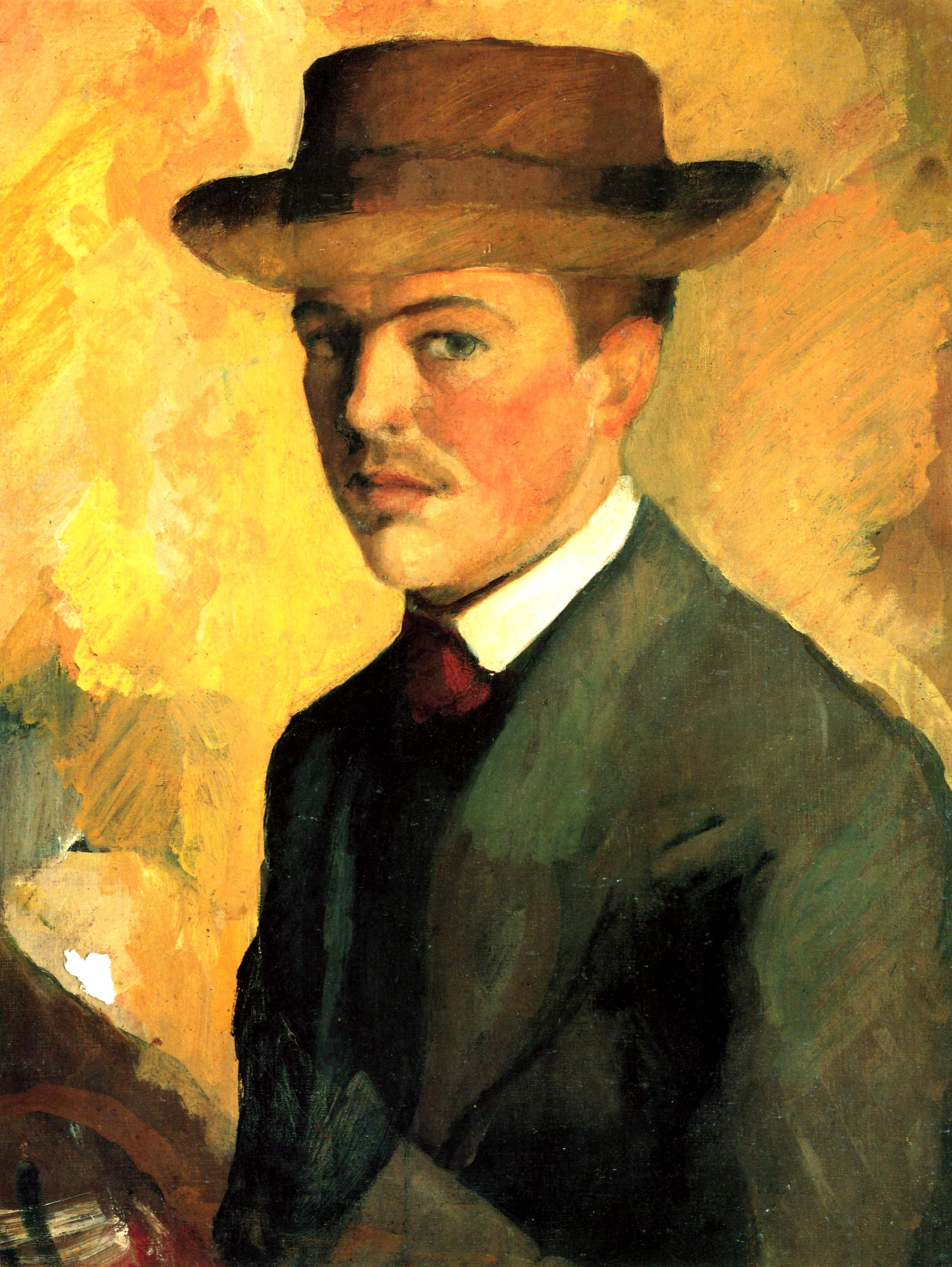
Selbstbildnis mit Hut – Autoportret cu pălărie (1909) — Tabloul se află la Muzeul de artă din Bonn
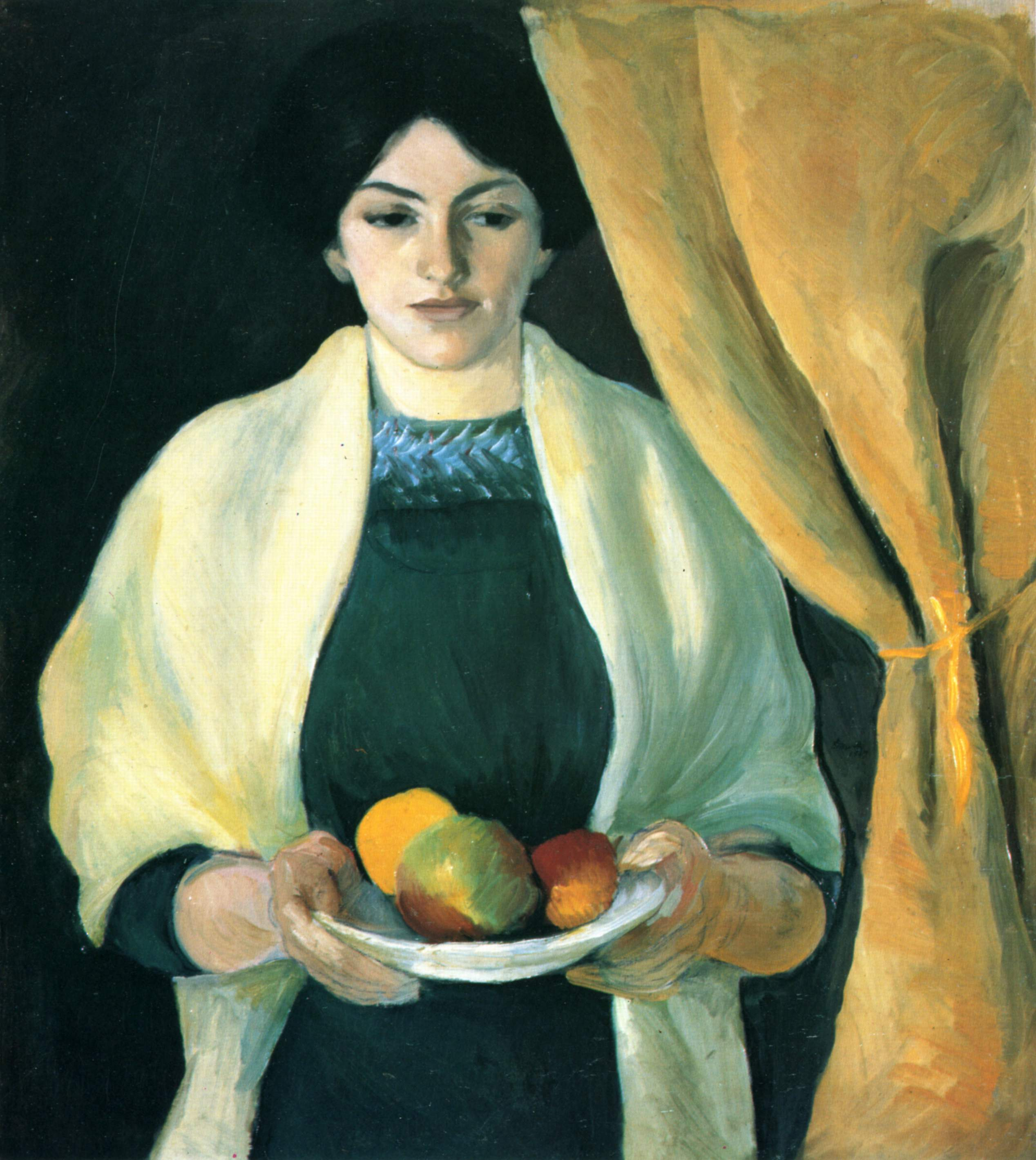
Porträt mit Äpfeln (Porträt der Frau des Künstlers) – Porträt cu mere (Portretul soției pictorului) (1909) — Tabloul se află la Galeria Lenbachhaus din cartierul muzeal Kunstareal din München
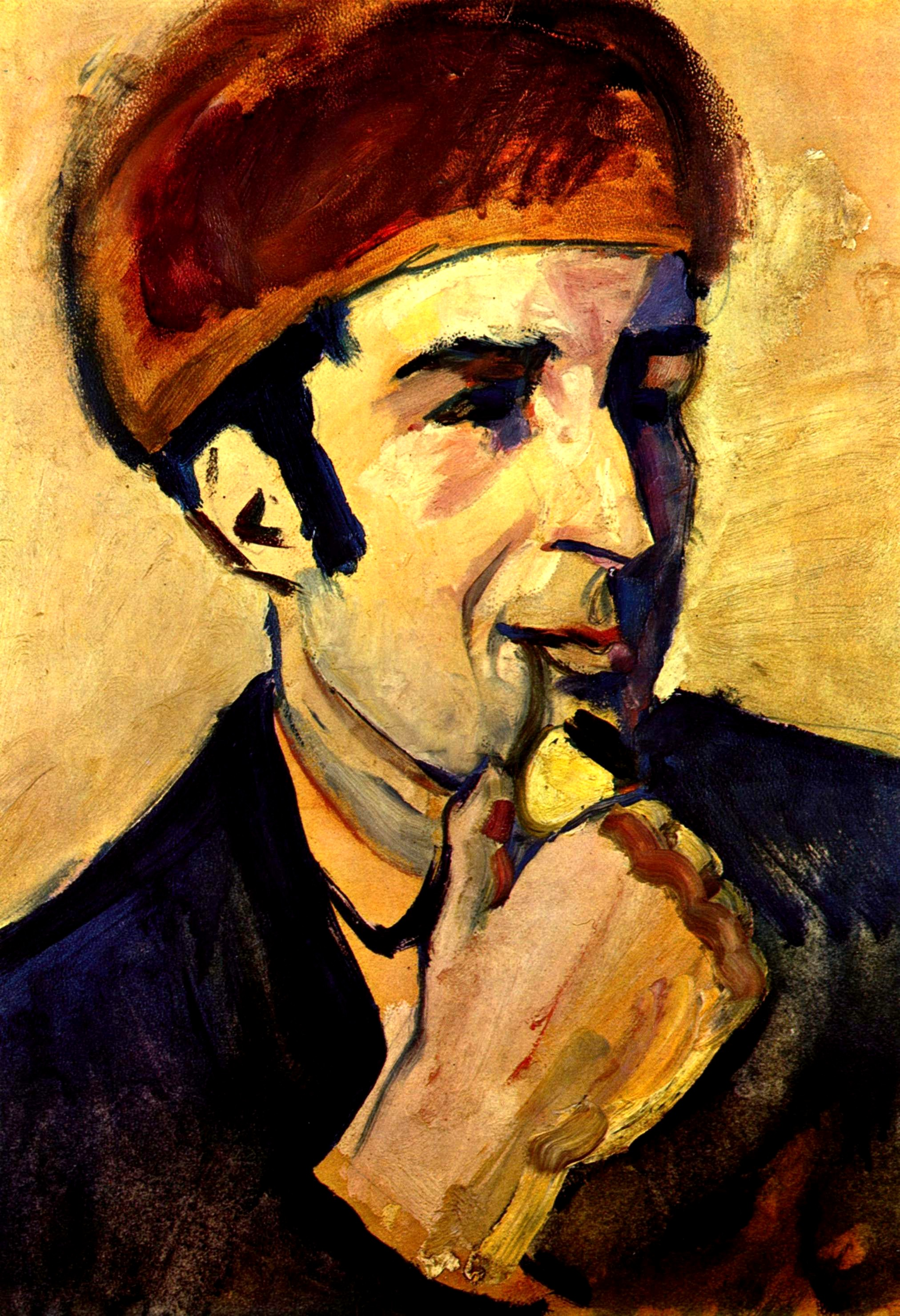
Portretul lui Franz Marc (1910) — Portretul se află la Neue Nationalgalerie din Berlin
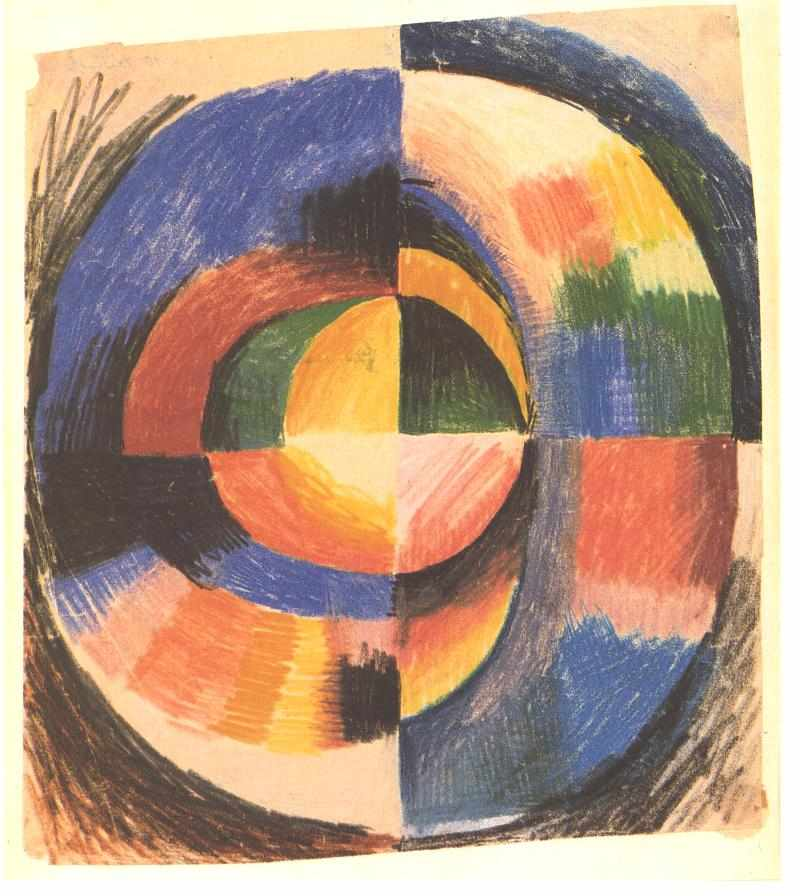
Farbenkreis – Cerc din culori, dată necunoscută
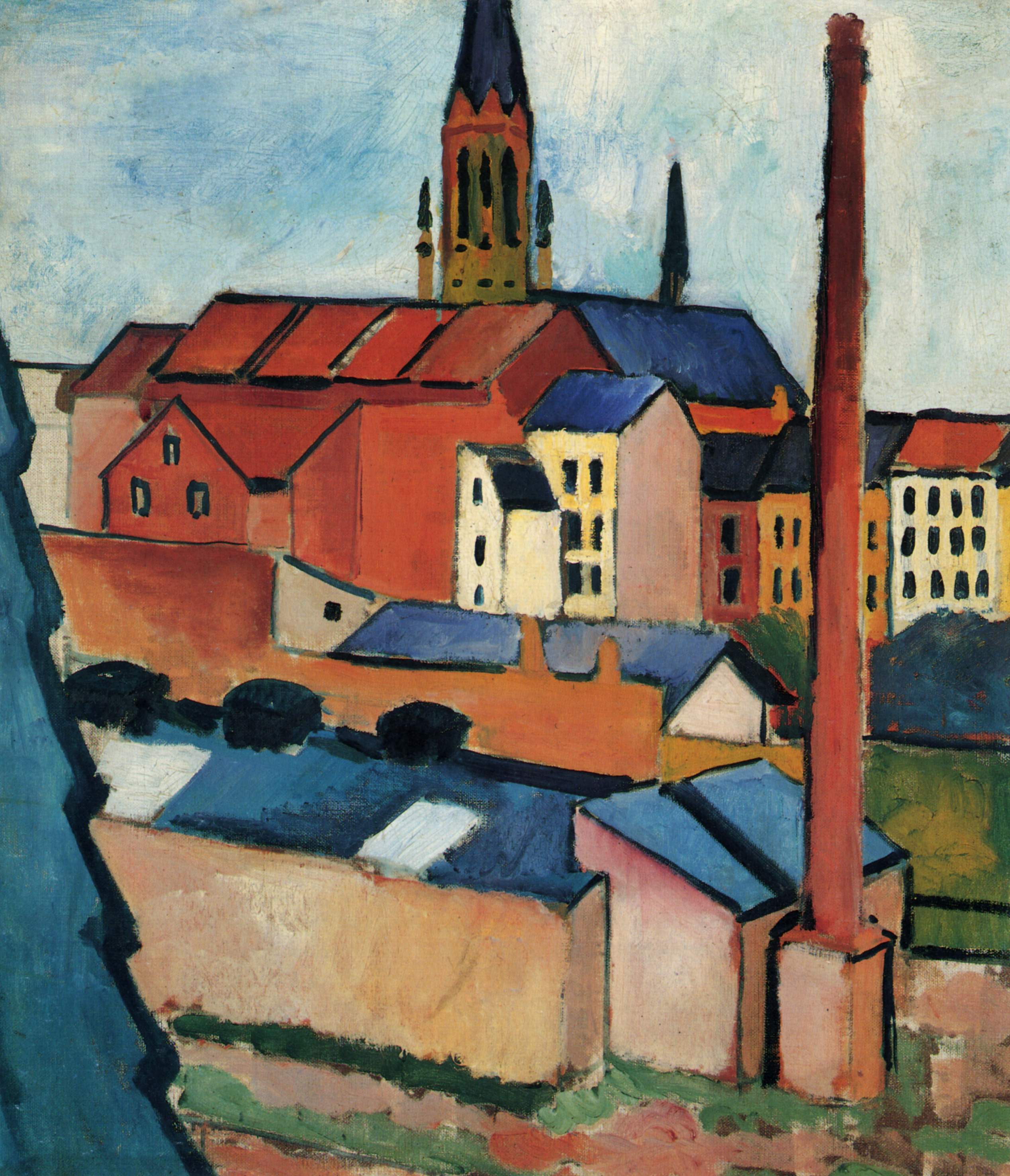
Marienkirche mit Häusern und Schornstein – Biserica Sfânta Maria cu case si horn -  (1911) — Tabloul se află la Muzeul de artă din Bonn
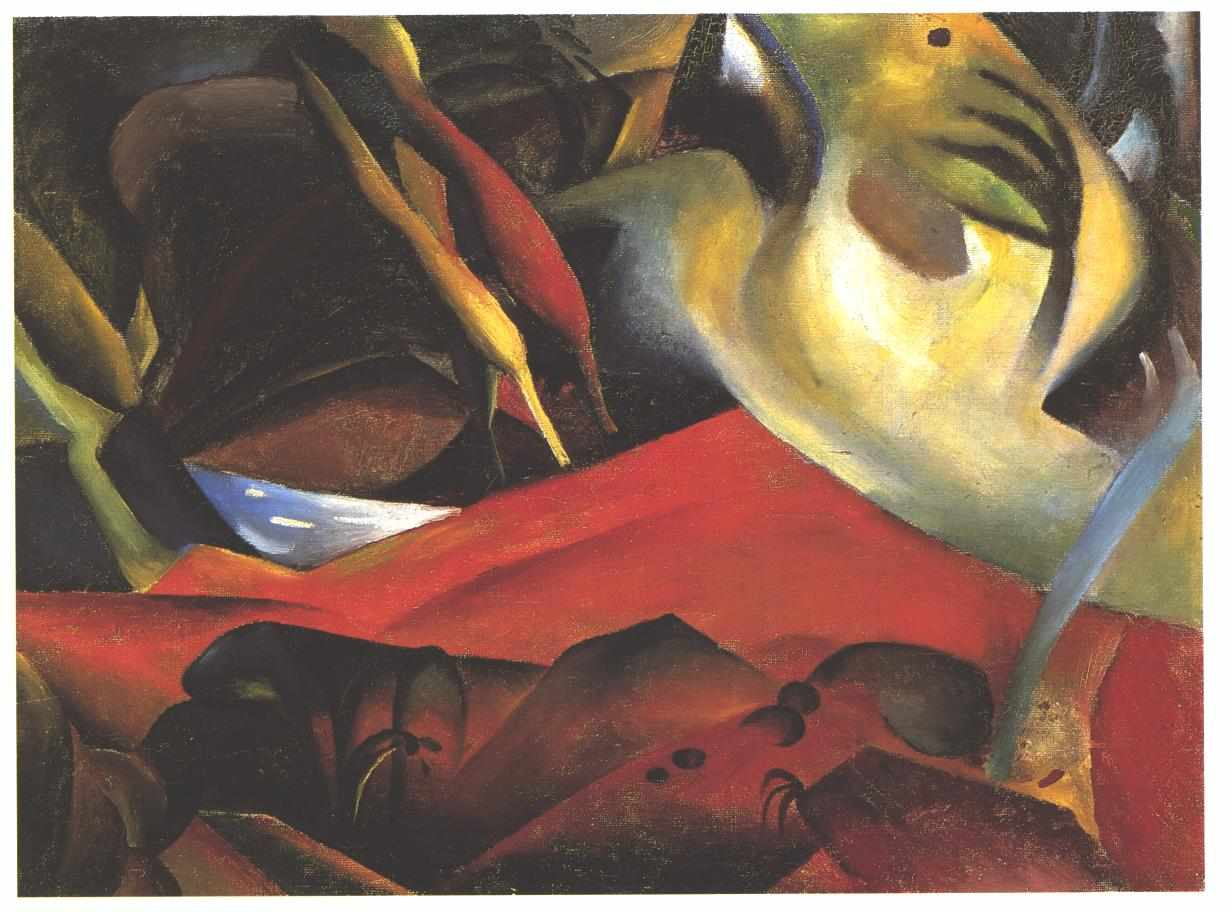
Furtuna – Der Sturm (1911) — Tabloul se află la Muzeul landului Saar (Saarlandmuseum) din Saarbrücken
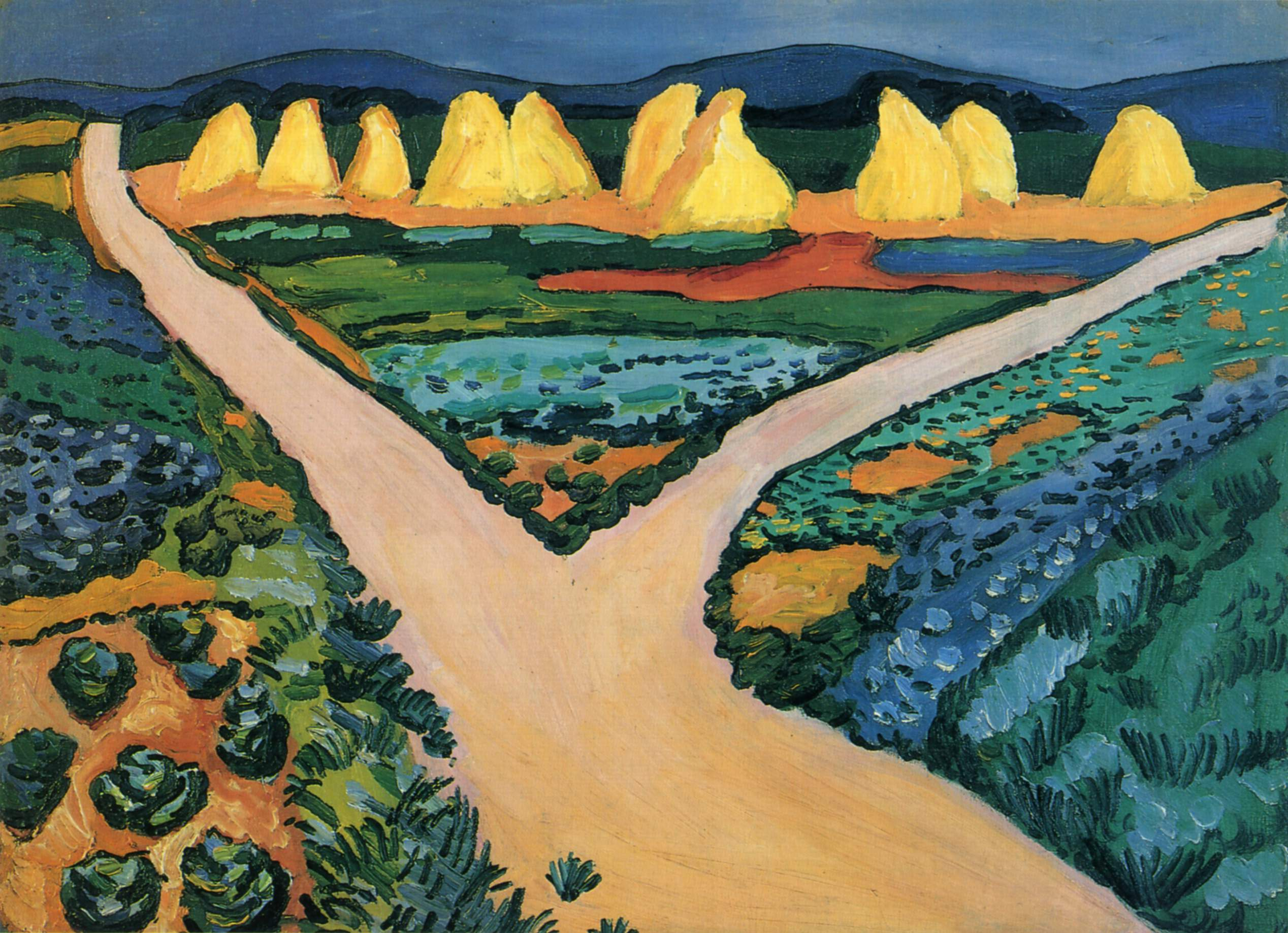
Gemüsefelder – Câmpuri de legume (1911) — Tabloul se află la Muzeul de artă din Bonn
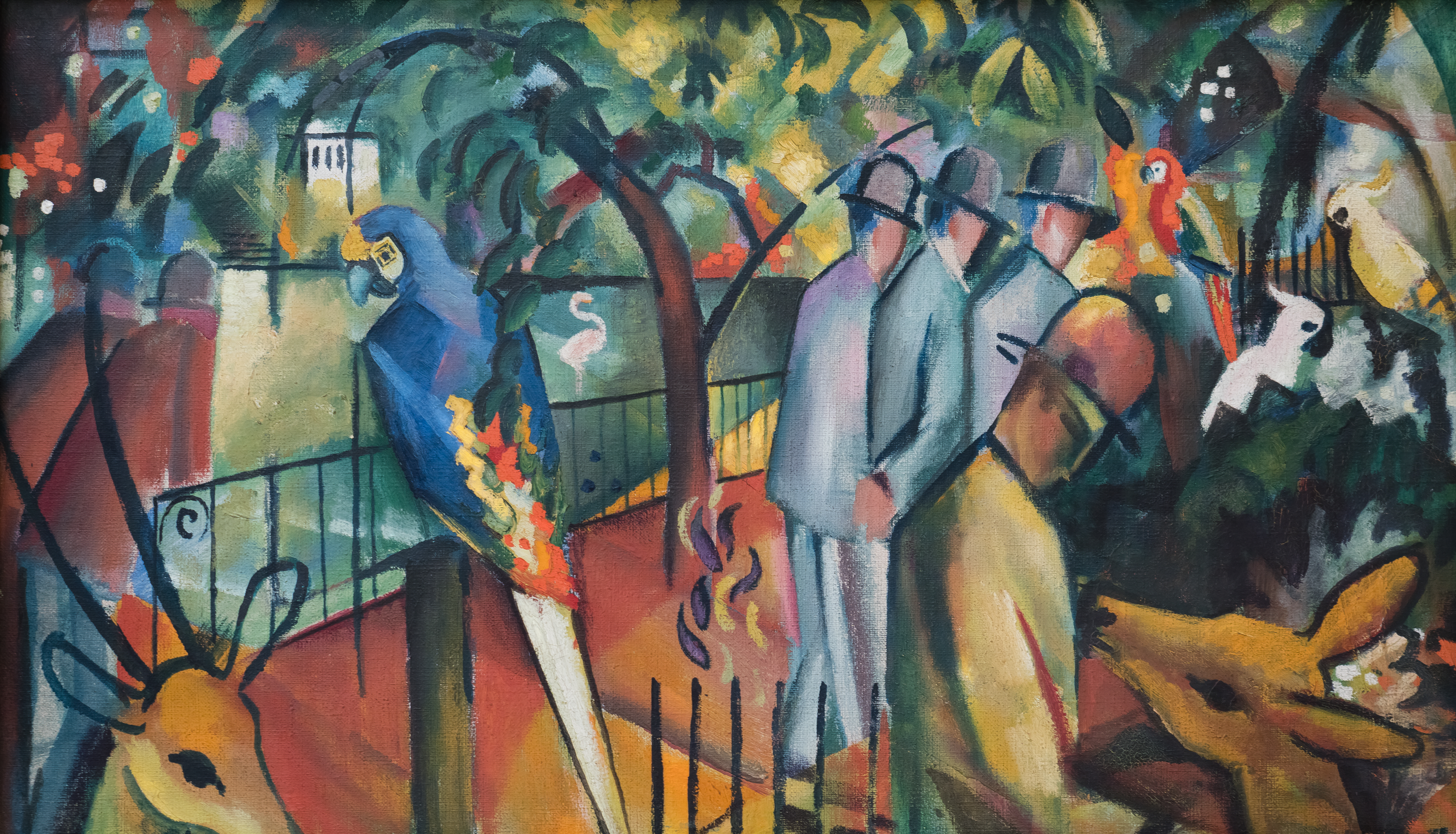
Grădina zoologică I – Zoologischer Garten I (1912) — Tabloul se află laGaleria Lenbachhaus]] din cartierul muzeal Kunstareal din München
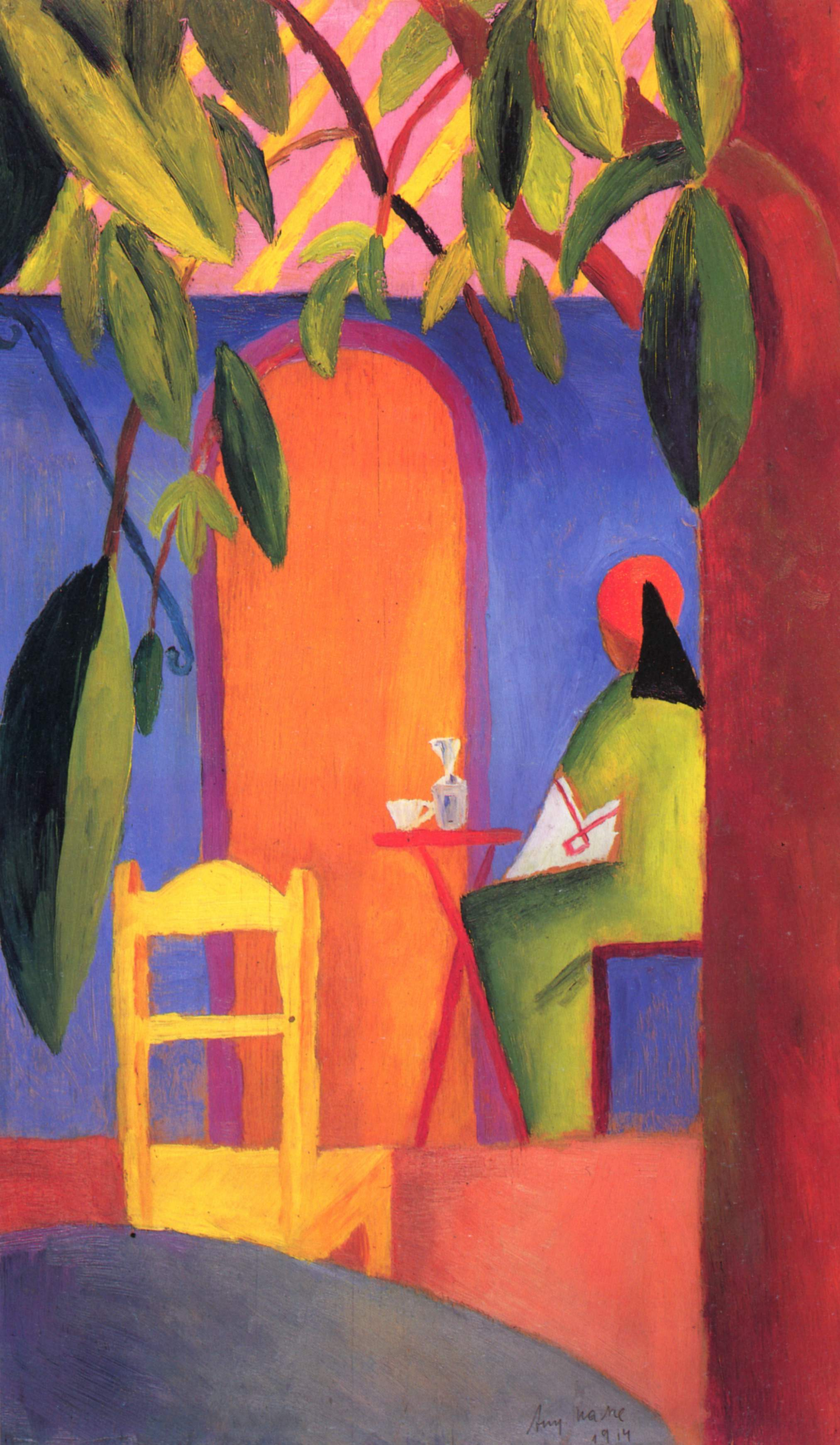
Türkisches Café (II) – Cafenea turcească (II) (1914) — Tabloul se află la Galeria Lenbachhaus, Kunstareal, München
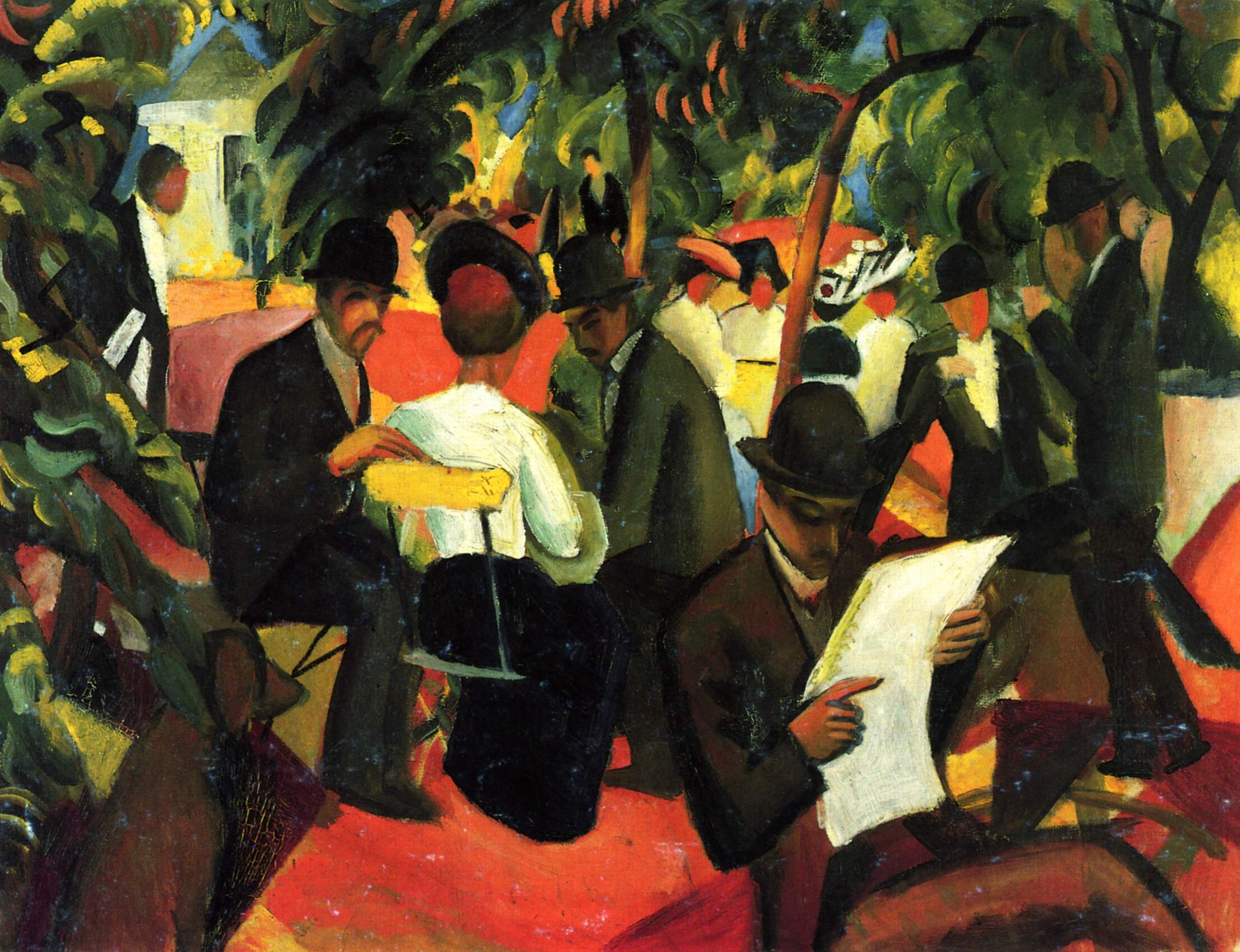
Gartenrestaurant – Grădină restaurant -  (1912) — Tabloul se află la Muzeul de Arte Frumoase din Berna, Elveția
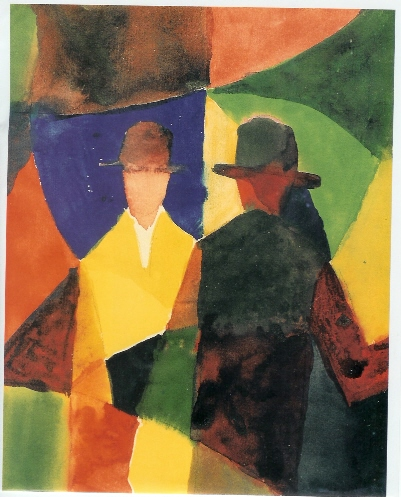
Reflexie în vitrină (1913)
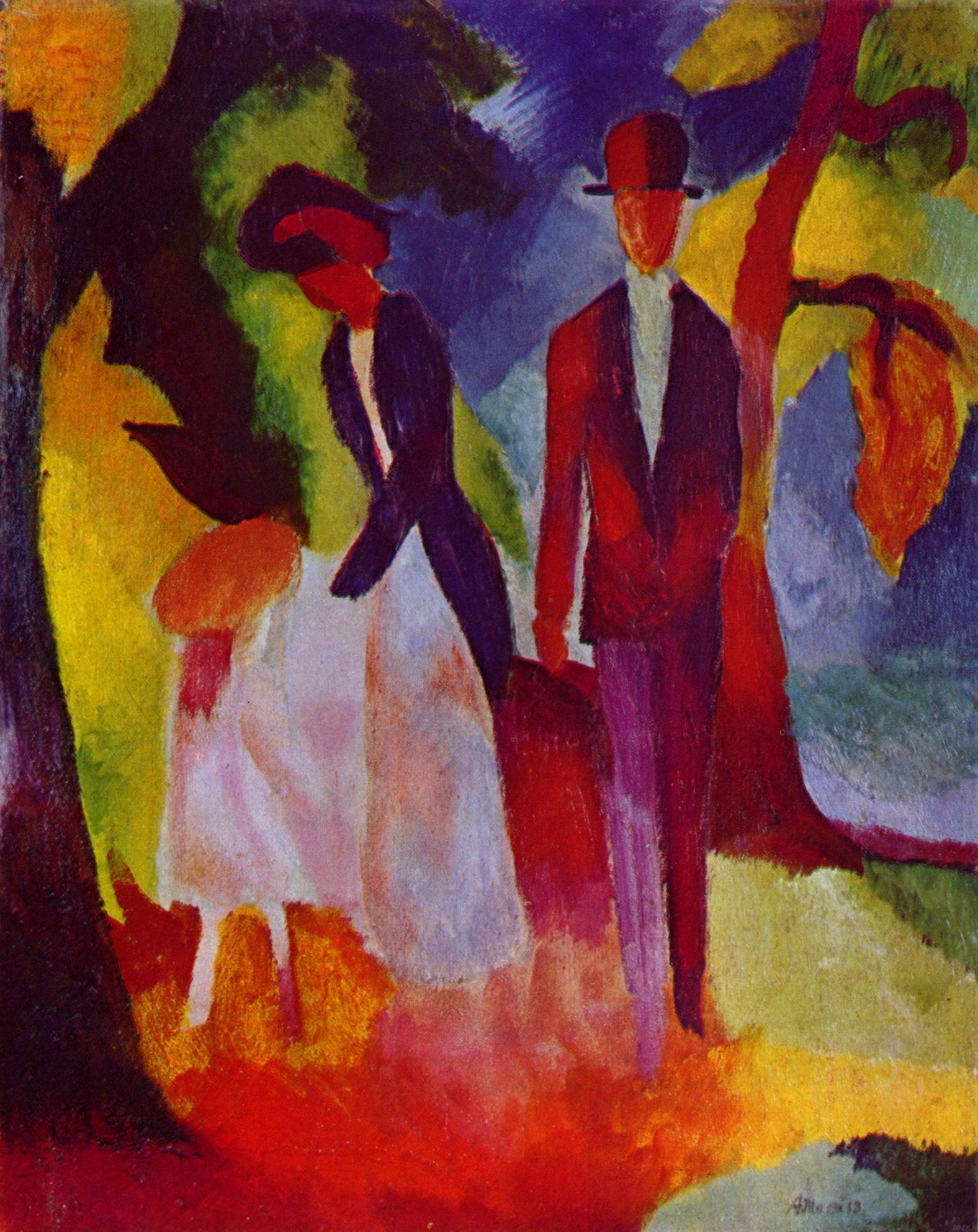
Leute am blauen See – Oameni la lacul albastru, (1913) — Tabloul se află la Muzeul Municipal din Karlsruhe
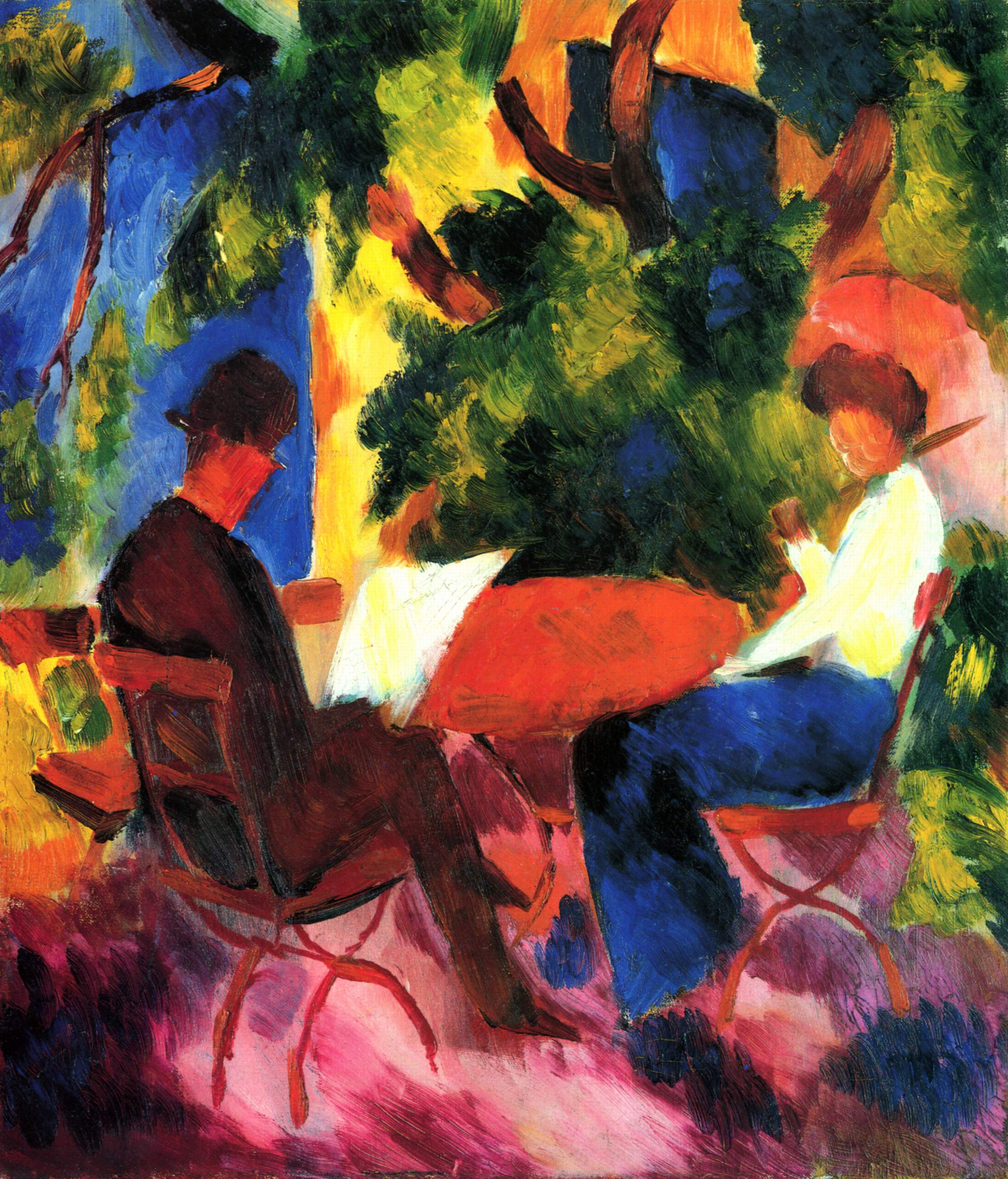
Paar am Gartentisch – Pereche în grădină (1913) — colecție privată
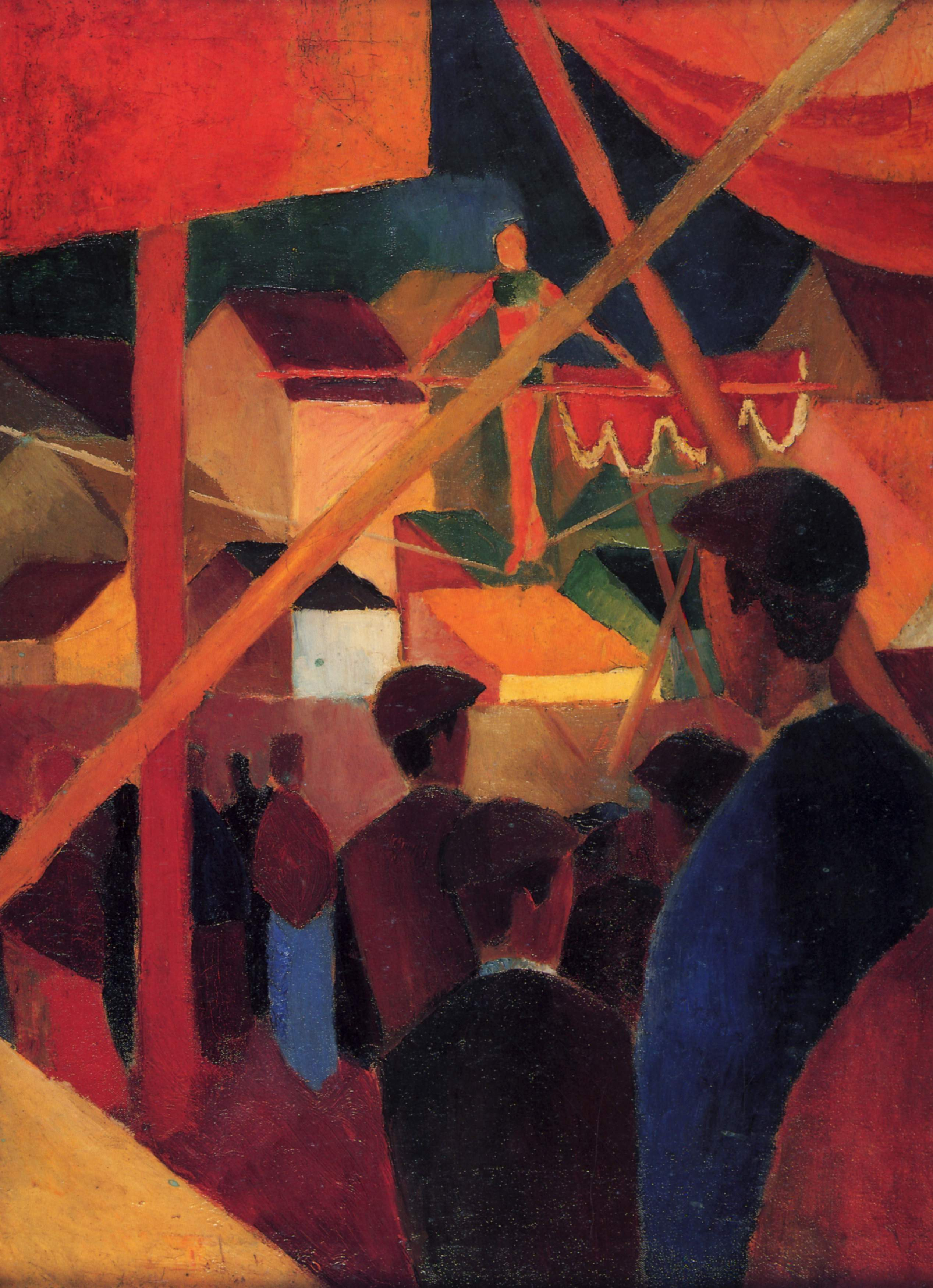
Seiltänzer – Dansatori pe frânghie (Funambulă) - (1914) — Tabloul se află la Muzeul de artă din Bonn
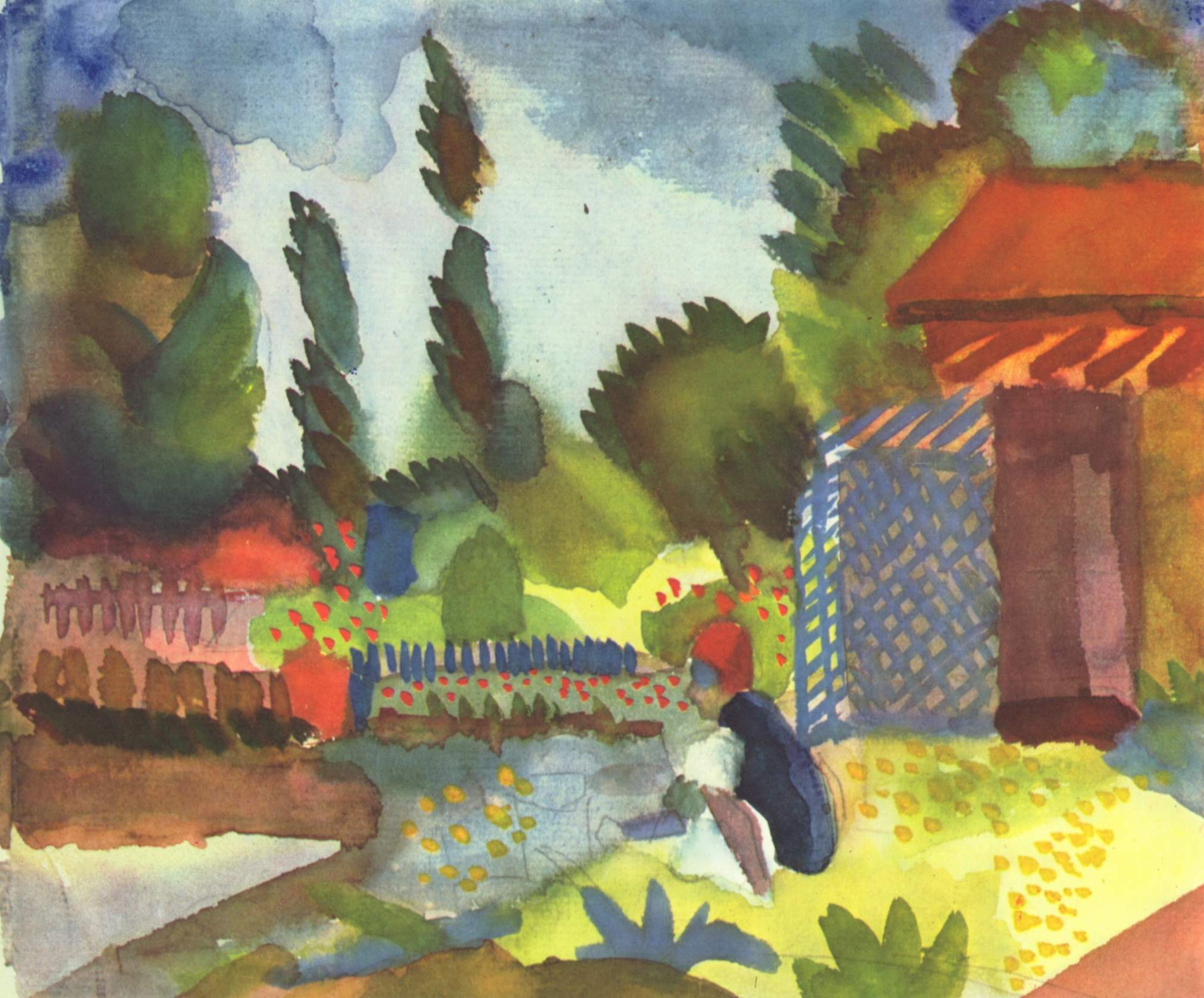
Tunislandschaft mit sitzendem Araber – Peisaj din Tunis cu arab șezând (1914) — acuarelă
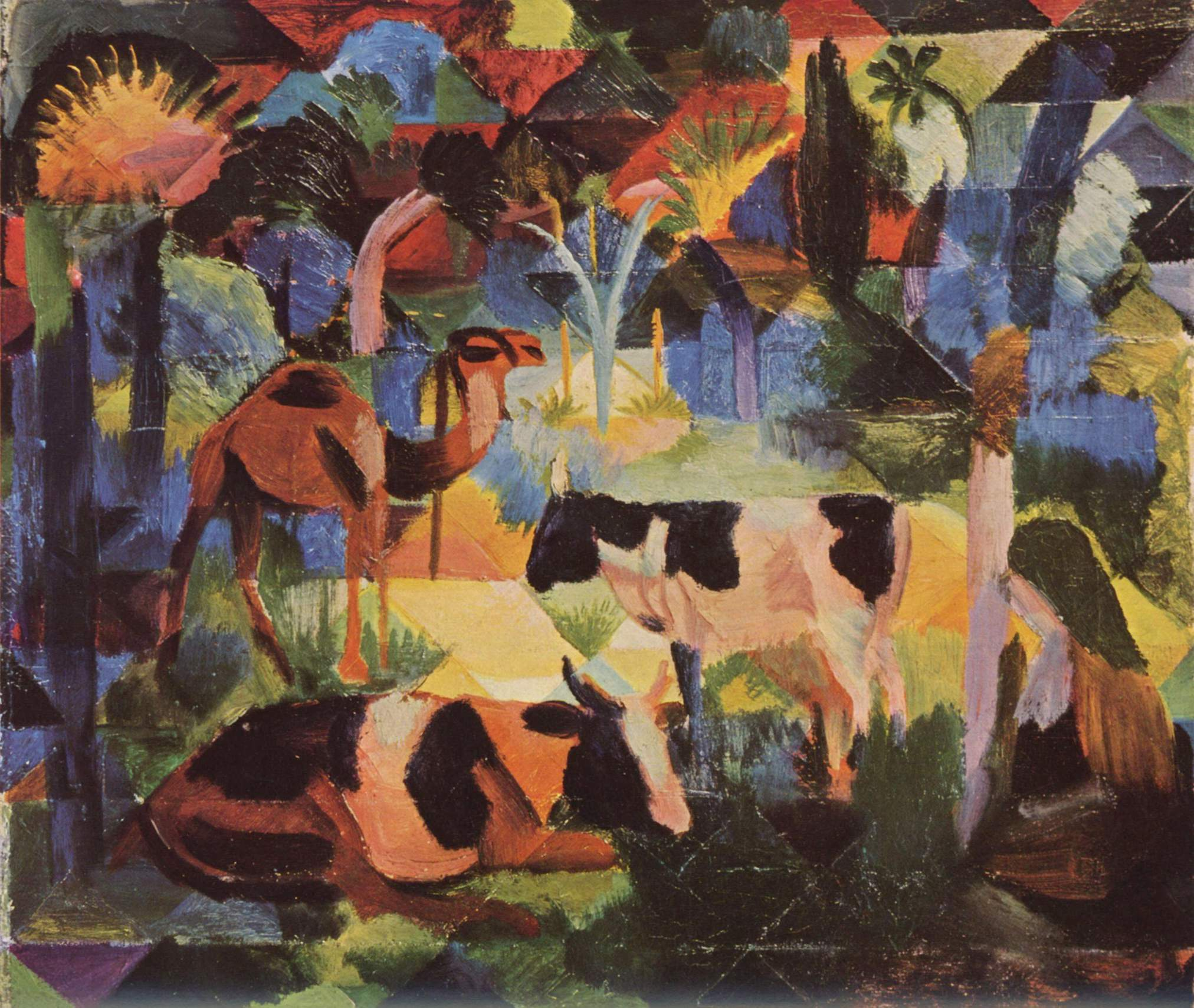
Landschaft mit Kühen und Kamel – Peisaj cu vaci şi cămilă (1914) — Tabloul se află la Muzeul de artă din Zürich
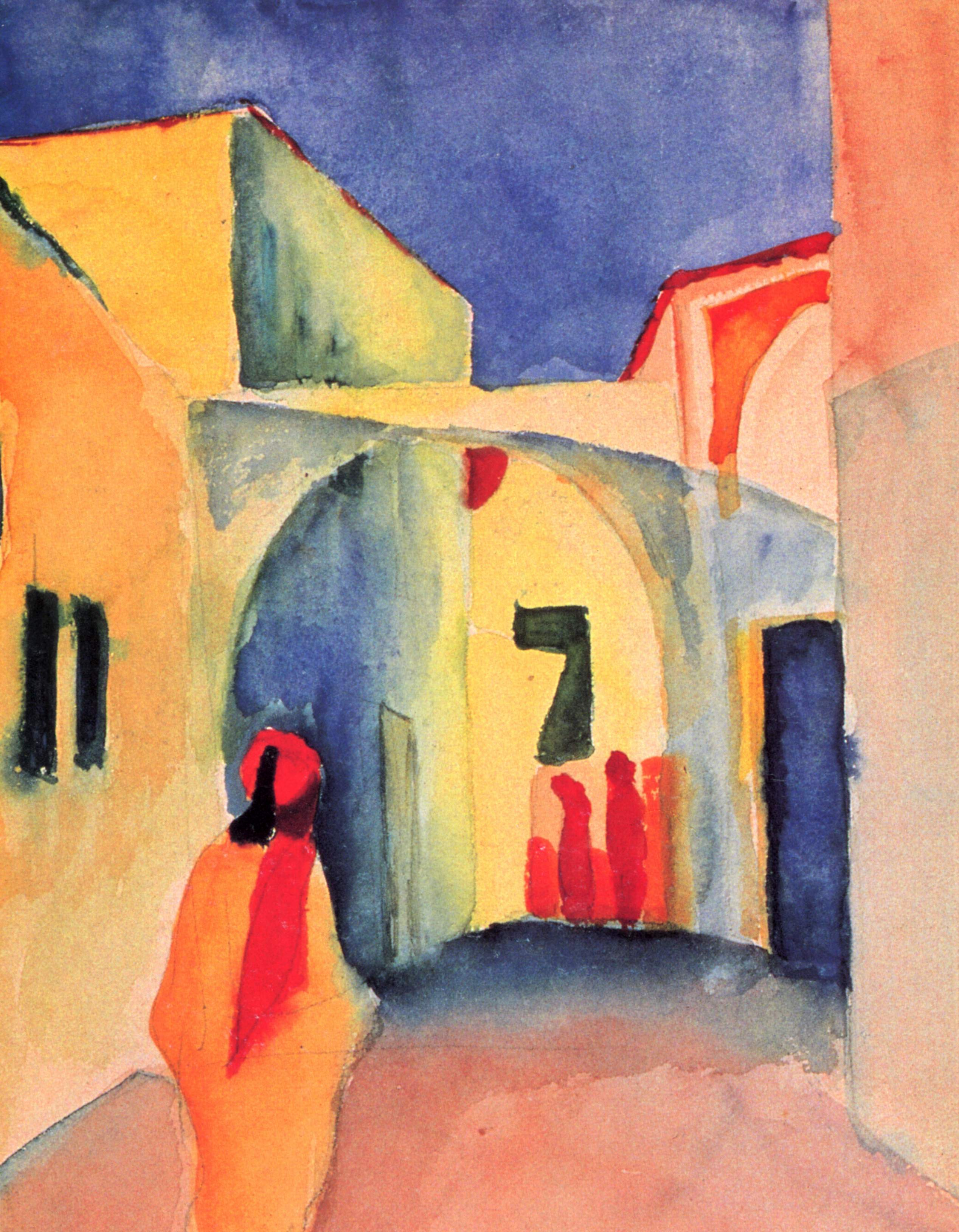
Privire într-o alee (1914) — Tabloul se află la Muzeul de artă din Gelsenkirchen